# Liste der Monuments historiques in Tailly (Côte-d’Or)
Die Liste der Monuments historiques in Tailly führt die Monuments historiques in der französischen Gemeinde Tailly auf.

## Liste der Objekte
| Bezeichnung                                | Beschreibung                                                                       | Standort                       | Kennzeichnung | Schutzstatus | Datum | Bild |
| ------------------------------------------ | ---------------------------------------------------------------------------------- | ------------------------------ | ------------- | ------------ | ----- | ---- |
| Hauptaltar                                 | Retabel und Gemälde Heiliger Fiakrius; Holz, Ölfarbe auf Leinwand, 17. Jahrhundert | in der Kirche St-Fiacre (Lage) | PM21002614    | Classé       | 1989  |      |
| Tabernakel                                 | Holz, vergoldet, 17. Jahrhundert                                                   | in der Kirche St-Fiacre (Lage) | PM21002615    | Classé       | 1989  |      |
| Altarkreuz                                 | Holz, vergoldet, erste Hälfte des 18. Jahrhunderts                                 | in der Kirche St-Fiacre (Lage) | PM21002621    | Classé       | 1989  |      |
| Skulptur Heilige Katharina von Alexandrien | Kalkstein, zweite Hälfte des 15. Jahrhunderts                                      | in der Kirche St-Fiacre (Lage) | PM21002300    | Classé       | 1984  |      |
| Skulptur Madonna mit Kind                  | Holz, farbig gefasst, 18. Jahrhundert                                              | in der Kirche St-Fiacre (Lage) | PM21002301    | Classé       | 1988  |      |
| Windkraftanlage                            | aus dem 19. Jahrhundert                                                            | 1 impasse Jeannot (Lage)       | PM21002302    | Classé       | 1985  |      |
| Skulptur Heiliger Vinzenz                  | Holz, farbig gefasst, 18. Jahrhundert                                              | in der Kirche St-Fiacre (Lage) | PM21003757    | Inscrit      | 1981  |      |
| Skulptur Heiliger Fiakrius                 | Holz, farbig gefasst, 18. Jahrhundert                                              | in der Kirche St-Fiacre (Lage) | PM21003758    | Inscrit      | 1981  |      |
| Skulptur Heiliger Abdon                    | Holz, farbig gefasst, 17. oder 18. Jahrhundert                                     | in der Kirche St-Fiacre (Lage) | PM21003759    | Inscrit      | 1981  |      |
| Zwei Reliquienbüsten                       | Holz, farbig gefasst und vergoldet, 18. Jahrhundert                                | in der Kirche St-Fiacre (Lage) | PM21003760    | Inscrit      | 1981  |      |
| Gemälde Anbetung der Könige                | Ölfarbe auf Leinwand, um 1700                                                      | in der Kirche St-Fiacre (Lage) | PM21003761    | Inscrit      | 1981  |      |
| Vier Altarleuchter                         | Kupfer, 18. Jahrhundert                                                            | in der Kirche St-Fiacre (Lage) | PM21003762    | Inscrit      | 1981  |      |